# Wołodymyr Łozynski
Wołodymyr Fedorowycz Łozynski (ukr. Володимир Федорович Лозинський, ros. Владимир Фёдорович Лозинский, Władimir Fiodorowicz Łozinski; ur. 6 lutego 1955 w miejscowości Sapiczi w obwodzie briańskim, Rosyjska FSRR, zm. 17 lipca 2020) – ukraiński piłkarz, grający na pozycji obrońcy, a wcześniej pomocnika, reprezentant Związku Radzieckiego, trener piłkarski.

## Kariera piłkarska

### Kariera klubowa
W 1973 rozpoczął karierę piłkarską w Dynamie Kijów. W 1985 przeszedł do Metalista Charków. Od 1988 bronił barw klubu Kremiń Krzemieńczuk, w którym w 1990 zakończył karierę piłkarską.

### Kariera reprezentacyjna
14 października 1979 zadebiutował w reprezentacji ZSRR w spotkaniu towarzyskim z Rumunią wygranym 3:1. Łącznie rozegrał 4 gry reprezentacyjne.

## Kariera trenerska
Po zakończeniu kariery zawodniczej trenował klub Kremiń Krzemieńczuk. Następnie z przerwami pracował w trenerskim sztabie CSKA Kijów. W latach 2003–2004 prowadził Worskłę Połtawa. Od 2007 pracował na stanowisku selekcjonera Dynama Kijów. Zmarł 17 lipca 2020 roku.

## Sukcesy i odznaczenia

### Sukcesy klubowe
- Mistrz ZSRR: 1977, 1980, 1981
- Zdobywca Pucharu ZSRR: 1978, 1982
- Wicemistrz ZSRR: 1978, 1982
- Brązowy medalista Mistrzostw ZSRR: 1979

### Odznaczenia
- Nagrodzony tytułem Mistrza Sportu ZSRR w 1976
- Nagrodzony tytułem Mistrza Sportu Klasy Międzynarodowej w 1984